# Lex Papia Poppaea
La Lex Papia Poppaea del año 9 d. C. forma parte de la legislación de Octavio Augusto y, junto con la Lex Iulia de maritandis ordinibus del 18 a. C. y la Lex Iulia de Adulteriis Coercendis del 17 a. C., —de las que representaba un complemento— alentando y fortaleciendo el matrimonio y la natalidad. También incluyó intervenciones contra el adulterio.
La ley sugirió edades convencionales dentro de las cuales se requería el matrimonio —25 a 60 años para los hombres; 20 a 50 años para las mujeres—. Después de esta edad, aquellos que no habían contraído matrimonio fueron declarados  célibes y enfrentaron sanciones, lo que también podría pesar sobre la herencia.
La ley fue introducida por los cónsules del año 9, Marco Papio Mutilo y Quinto Poppeo Secondo, aunque ellos mismos eran célibes.

## Historia

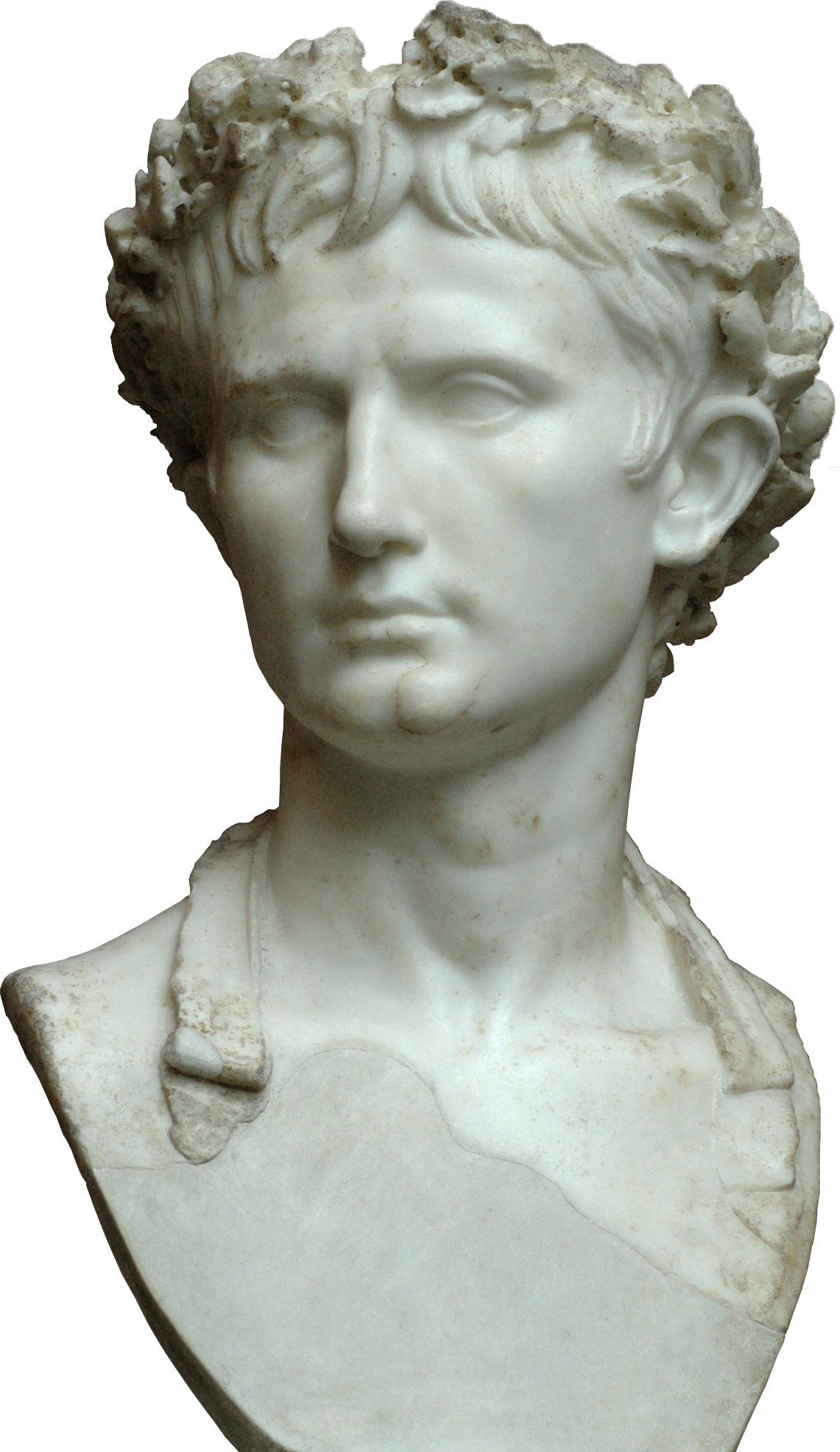
Busto de Augusto, fundador del Imperio romano.

Tácito menciona varias leges Iuliae (leyes Julianas), relacionadas con cuestiones morales y el matrimonio, y la Lex Papia Poppaea como una ley separada posterior que refina las leyes Julianas.
Del pasaje de Suetonio en las Vidas de los doce césares, algunos escritores sacan la conclusión de que la Lex Iulia de Maritandis Ordinibus del 18 a. C., había sido rechazada y añaden que no se aplicó hasta el año 4.
En el año 9, bajo los cónsules sufectos Marco Papio Mutilo y Quinto Poppeo Secondo, se aprobó otra ley en forma de enmienda y complemento de la ley anterior, de modo que ambas comenzaron a denominarse acumulativamente Lex Julia y Papia Poppaea, como suelen mencionarse estas dos leyes. Debido a que las dos leyes también se citan por separado, se llegó a la conclusión de que nunca se convirtieron en una sola ley.
El Digesto del siglo VI únicamente menciona la Lex Julia de Maritandis Ordinibus.
Según la forma en que se remitiera a las diversas disposiciones, la ley se indicaba con diferentes nombres. A veces se indicaba como Lex Julia, a veces Papia Poppaea, otras veces Lex Julia et Papia, a veces Lex de maritandis ordinibus, a partir del nombre del capítulo que trata de los matrimonios de los senadores, Lex marita, como también a veces Lex caducaria, Lex decimaria, etc., siempre a partir de los nombres de los distintos capítulos.
Muchos comentarios sobre estas leyes fueron hechos por juristas romanos, de los cuales se conservan fragmentos considerables en el Digesto. Sobre esta ley, Gayo escribió 15 libros, Domicio Ulpiano 20 y al menos 10 libros que escribió Paulo.
La ley estaba constituida por al menos 35 capítulos, pero no es posible afirmarlo, entre las diversas disposiciones, como se conocen ahora, a cuál de las dos leyes incluidas bajo el nombre de Lex Julia et Papia Poppaea pertenecen.
Tanto J. Gothofredus como Johann Gottlieb Heineccius, trataron de restablecer la ley, suponiendo que sus disposiciones podían reducirse a las dos principios generales de una Lex maritalis y una Lex caducaria.

## Disposiciones

### Idoneidad de la pareja
Las disposiciones de estas leyes prohibían el matrimonio de un senador o de los hijos de un senador con un liberto —un esclavo emancipado—, con una mujer cuyo padre o madre hubiera interpretado un ars ludica —una bailarina, un actor, un gladiador u otras actividades de entretenimiento—, con una prostituta, así como el matrimonio de un liberto con la hija de un senador.
Si se dejaba una herencia o legado a una persona que estaba en condiciones de no casarse, o en una condición que realmente impedía el matrimonio, las condiciones eran ilegales y la donación era condicionada.
La condición, sin embargo, podía ser no casarse con una persona determinada o con ciertas personas indicadas, o podía serlo, casarse con una persona determinada; pero entonces la persona tenía que ser tal que la pareja fuera adecuada, de lo contrario la condición sería en realidad la de no casarse, y por lo tanto el matrimonio era nulo y sin efecto.

### Promoción del matrimonio

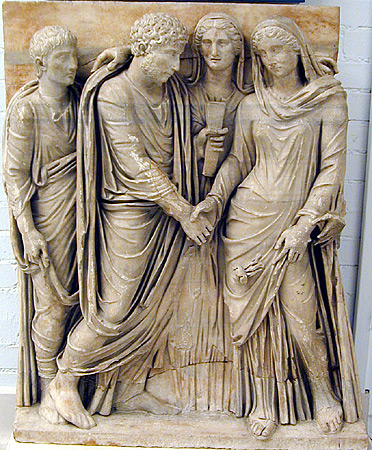
Matrimonio entre dos ciudadanos romanos. Sarcófago en el Museo Capodimonte.

Con el fin de promover los matrimonios, se impusieron diversas sanciones a quienes seguían viviendo en celibato después de cierta edad. Los célibes no podían recibir una herencia o legado. Si una persona era caelebs en el momento de la muerte del testador, en ausencia de otras razones de derecho civil que le impidieran ser heredero, solo podía recibir la herencia o el legado si había cumplido con la ley en un plazo de cien días, es decir, si se había casado dentro de ese plazo. Si esa persona no hubiera cumplido sus obligaciones legales, el legado se convertiría en caducado (caducum) —es decir, sujeto a confiscación—.
La Lex Julia daba a las viudas un período de un año (vacatio) después de la muerte de su marido, mientras que a las mujeres divorciadas se les daba seis meses después del divorcio; durante este período no estaban sujetas a sanciones. Más tarde, la Lex Papia extendió estos períodos a dos años y un año y seis meses respectivamente.
Un hombre, a la edad de sesenta años, y una mujer, a la edad de cincuenta, ya no estaban sujetos a algunas de las penas de la ley; pero, si no obedecían la ley antes de las edades mencionadas, se veían afectados por sus penas a perpetuidad a través de un Senatus consultum Pernicianum.
Un posterior Senatus consultum Claudianum cambió el rigor de las nuevas reglas hasta tal punto que un hombre que se casara después de los sesenta años tendría las mismas ventajas que hubiera tenido, si se casaba con una mujer menor de cincuenta. La justificación para este cambio de las reglas fue el principio legal de que una mujer menor de cincuenta años podía seguir teniendo hijos. En el caso de que la mujer hubiera tuviera más de cincuenta años y el hombre menos de sesenta, se hablaba de un matrimonio imparcial; en este caso, por efecto de un Senatus consultum Calvitianum, el matrimonio estaba completamente desprovisto de efectos para la anulación de la incapacidad de recibir vínculos y dotes. Por lo tanto, a la muerte de la mujer, la dote devenía caducada.
Según Lex Papia Poppaea, un candidato a matrimonio que tuviera varios hijos era preferido a uno que tuviera pocos. Las libertas que tenían un cierto número de hijos se hicieron libres operarum obligatione (con obligación de obras), mientras que las libertas, que tenían cuatro hijos, se liberaron de la protección de sus patronos. Las que tenían tres hijos y vivían en Roma, cuatro y vivían en Italia o cinco y vivían en las provincias estaban exentos del cargo de tutor o curador.
Después de la aprobación de esta ley, se hizo costumbre que el Senado y, más tarde, el emperador, concedieran ocasionalmente, como privilegio, la misma ventaja que la ley concedía a los que tenían hijos. Este privilegio se llamaba jus liberorum. Plinio afirma, que recientemente obtuvo del emperador, para un amigo suyo, el jus trium liberorum. Este privilegio se menciona en algunas inscripciones, en las que a veces aparece la abreviatura I. L. H. (jus liberorum habens), equivalente a la forma jura parentis habere. El emperador Antonino Pío estableció que los niños deben ser registrados para el nombre dentro de los treinta días después de su nacimiento en el Praefectus Aerarii Saturni.
La ley también impuso sanciones a los orbis, es decir, a las personas casadas que no habían tenido hijos entre las edades de veinticinco y sesenta años para los hombres y veinte a cincuenta años para las mujeres. Según Lex Papia, los orbis únicamente podían recibir la mitad de una herencia o legado que les había sido dejado. Parece que se intentó eludir estas prescripciones mediante adopciones, tanto que un Senatus consultum Neronianum declaró ineficaces tales adopciones para evitar las sanciones de esta ley.
Por regla general, los cónyuges únicamente podían dejar a un tercero la décima parte de sus bienes; pero había excepciones en cuanto al número de hijos nacidos del matrimonio o de otro matrimonio de uno de los dos cónyuges, de modo que podían disponer libremente de una parte mayor de la herencia. Este privilegio también podría ser adquirido mediante la obtención del Jus Liberorum.